# Карл-Гайнц Єгер
Карл-Гайнц Єгер (нім. Karl-Heinz Jaeger; 15 червня 1914, Дортмунд — 20 грудня 1992, Ессен) — німецький офіцер, майор резерву вермахту. Кавалер Лицарського хреста Залізного хреста з дубовим листям.

## Біографія
В 1936 році поступив на службу в єгерський батальйон. В 1939 році служив у 193-му піхотному полку. Учасник Норвезької кампанії. В кінці 1941 року переведений у 167-й піхотний полк 86-ї піхотної дивізії, яка билася на радянсько-німецькому фронті. З грудня 1942 року — командир взводу 1-ї роти свого полку, з 12 січня 1943 року — командир роти. Відзначився у боях під Орлом. З 1 листопада 1943 року — командир 2-го батальйону 184-го гренадерського полку 86-ї піхотної дивізії. З 13 січня 1945 року — командир 448-го гренадерського полку 251-ї піхотної дивізії, яка в тому ж місяці була розгромлена радянськими військами в районі Варшави. Рештки дивізії були використані для формування піхотної дивізії «Людвіг Ян», де Єгер в квітні 1945 року зайняв пост командира фузілерного батальйону. Брав участь в боях під Берліном, після чого відійшов на Ельбу, де 9 травня 1945 року здався американцям.

## Звання
- Доброволець (1936)
- Унтер-офіцер (1941)
- Лейтенант резерву (1942)
- Обер-лейтенант резерву (1943)
- Гауптман резерву (1944)
- Майор резерву (1 травня 1945)

## Нагороди
- Медаль «За вислугу років у Вермахті» 4-го класу (4 роки)
- Штурмовий піхотний знак в сріблі (1941)
- Медаль «За зимову кампанію на Сході 1941/42» (1942)
- Залізний хрест
  - 2-го класу (22 грудня 1942)
  - 1-го класу (14 липня 1943)
- Лицарський хрест Залізного хреста з дубовим листям
  - Лицарський хрест (4 серпня 1943)
  - Дубове листя (№786; 16 березня 1945)
- Нагрудний знак ближнього бою в сріблі (1944)
- Німецький хрест в золоті (7 грудня 1944)
- Нагрудний знак «За поранення» в сріблі